# 安溪镇 (富顺县)
安溪镇，是中华人民共和国四川省自贡市富顺县下辖的一个乡镇级行政单位。

## 行政区划
安溪镇下辖以下地区：
安溪社区、毛桥社区、顺江村、余村、刘家坝村、临江村、安福村、幺灏村、仰天村、马山村、杨堰村、富南村和响堂塘村。